# قاي أليسون
قاي أليسون (بالإنجليزية: Guy Allison)‏ هو مغني أمريكي، ولد في 23 أبريل 1959 في لوس أنجلوس في الولايات المتحدة.

## وصلات خارجية
- قاي أليسون على موقع IMDb (الإنجليزية)
- قاي أليسون على موقع ميوزك برينز (الإنجليزية)
- قاي أليسون على موقع أول ميوزيك (الإنجليزية)
- قاي أليسون على موقع ديسكوغز (الإنجليزية)
- قاي أليسون على موقع ديسكوغز (الإنجليزية)